# Unnatural Selection
Unnatural Selection è il settimo album in studio del gruppo musicale statunitense Flotsam and Jetsam, pubblicato nel 1999 dalla Metal Blade Records.

## Tracce
1. Dream Scrape - 4:10
2. Chemical Noose - 4:12
3. Promise Keepers - 4:34
4. Liquid Noose - 3:59
5. Falling - 3:40
6. Fuckers - 6:00
7. Brain Dead - 4:33
8. Way To Go - 4:26
9. Win, Lose Or Dead - 4:28
10. Welcome To The Bottom - 5:14
11. Mr. Ridiculous (bonus track)

## Formazione
- Edward Carlson - chitarra
- Eric A.K. - voce
- Jason Ward - basso
- Craig Nielsen - batteria
- Mark Simpson - chitarra